# Lesly Malouda
Lesly Malouda (Kourou, 16 novembre 1983) è un ex calciatore francese nato nella Guiana francese, difensore o centrocampista.
Anche suo fratello Florent è un calciatore.

## Carriera
Ha giocato in Ligue 1 con Lens e Digione.